# Touch ID

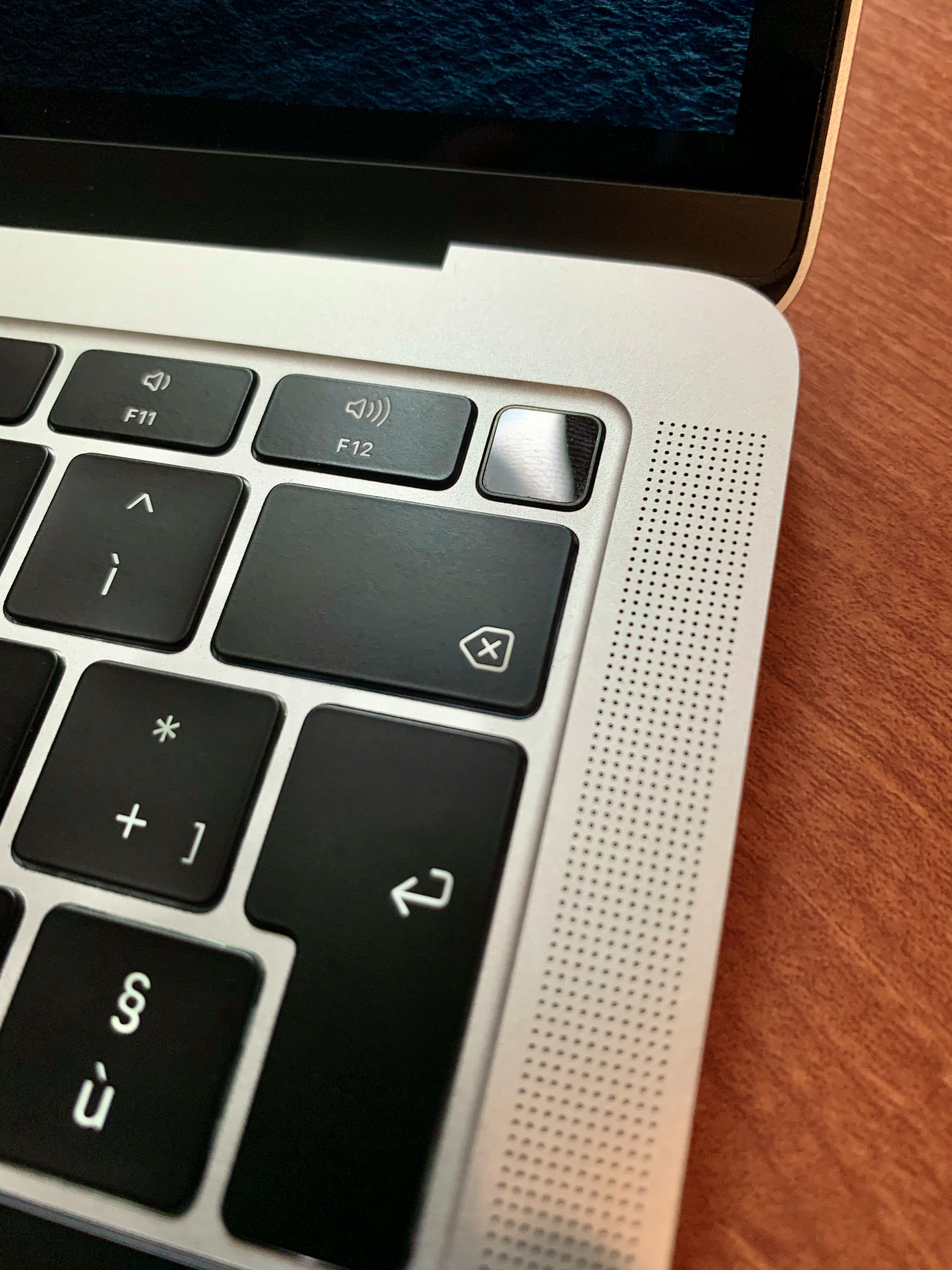
Touch ID trên macbook air

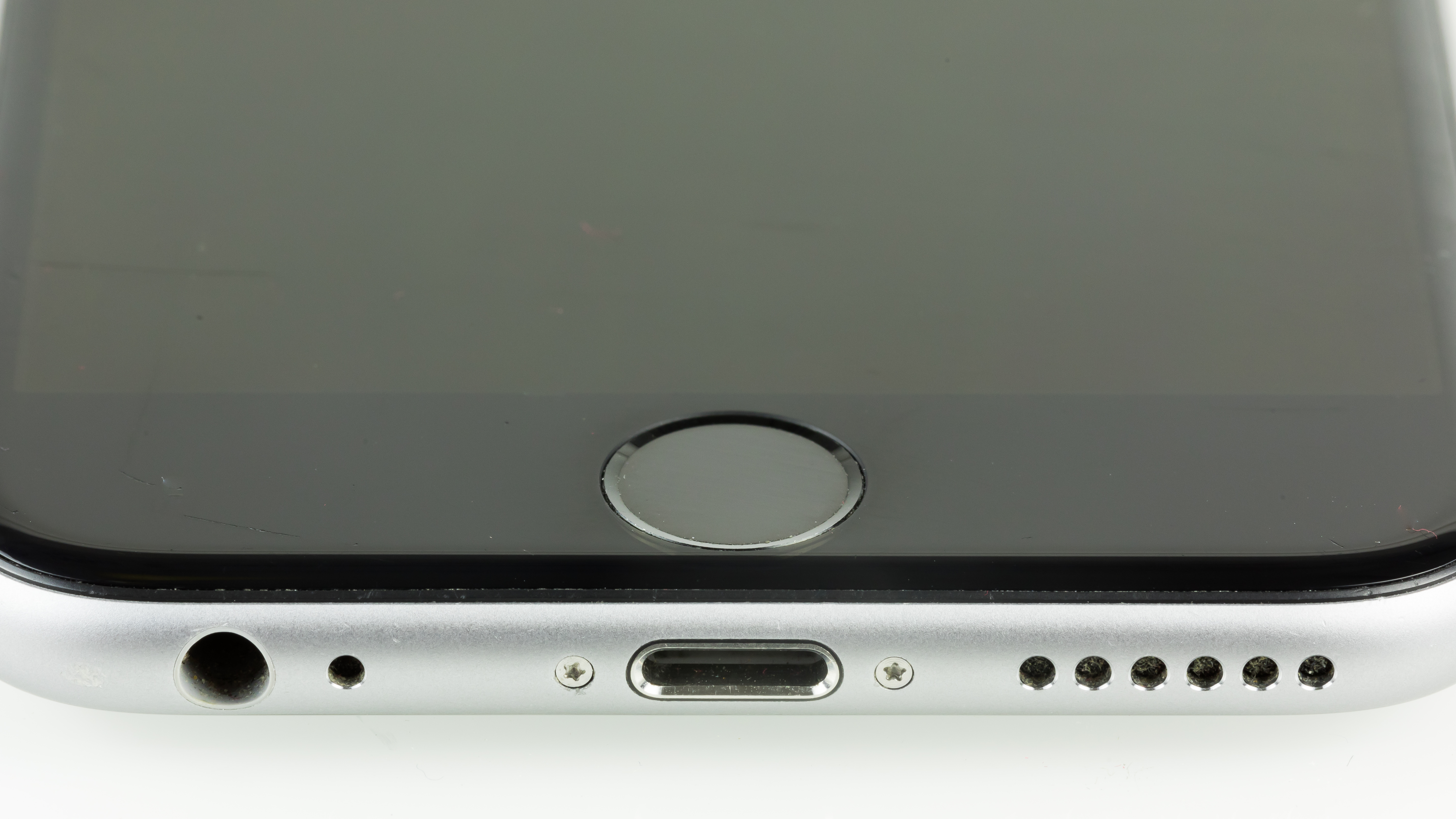
Touch ID trên iPhone 6S.

Touch ID là một tính năng nhận dạng vân tay điện tử, được Apple Inc thiết kế và phát hành, cho phép người dùng mở khóa các thiết bị của Apple, mua hàng trong các cửa hàng phương tiện kỹ thuật số khác nhau của Apple (iTunes Store, App Store và Apple Books Store) và xác thực Apple Pay trực tuyến hoặc trong ứng dụng. Nó cũng có thể được sử dụng để khóa và mở khóa các ghi chú được bảo vệ bằng mật khẩu trên iPhone, iPad và Macbook.
Nó đã là một phần của tất cả các iPhone kể từ iPhone 5S 2013 cho đến 2017 iPhone 8 và 8 Plus và gần đây nhất là iPhone SE (thế hệ thứ 2 và 3); nó đã có mặt trên tất cả các iPad kể từ iPad Air 2 năm 2014 ngoại trừ iPad Pro 2018 (thế hệ thứ 3). Năm 2015, Apple đã giới thiệu Touch ID thế hệ thứ hai nhanh hơn trong iPhone 6S; một năm sau đó vào năm 2016, công ty đã ra mắt Touch ID trên máy tính xách tay MacBook Pro được tích hợp ở phía bên phải của Touch Bar và MacBook Air 2018. Trong MacBook, mỗi tài khoản người dùng có thể có tối đa ba dấu vân tay và tổng cộng năm dấu vân tay trên toàn hệ thống. 
Thông tin vân tay được lưu trữ cục bộ trong một phần an toàn trên Apple A7 và các chip sau này, không phải trên đám mây. Đây là một thiết kế khiến người dùng không thể truy cập thông tin vân tay từ bên ngoài.
Năm 2017, Apple đã phát hành iPhone 8 và 8 Plus với Touch ID, bên cạnh iPhone X được lược bỏ nút home và tích hợp tính năng Face ID. Năm 2020, Apple giới thiệu Touch ID của mình được đặt ngay trên nút nguồn với phiên bản iPad Air (Thế hệ thứ 4 và 5) và iPad Mini (Thế hệ thứ 6) . Vào năm 2020, 2021 và 2022, Apple giới thiệu iMac, Mac Studio với Studio Display, Mac Mini với Touch ID trên Magic Keyboard.

## Lịch sử

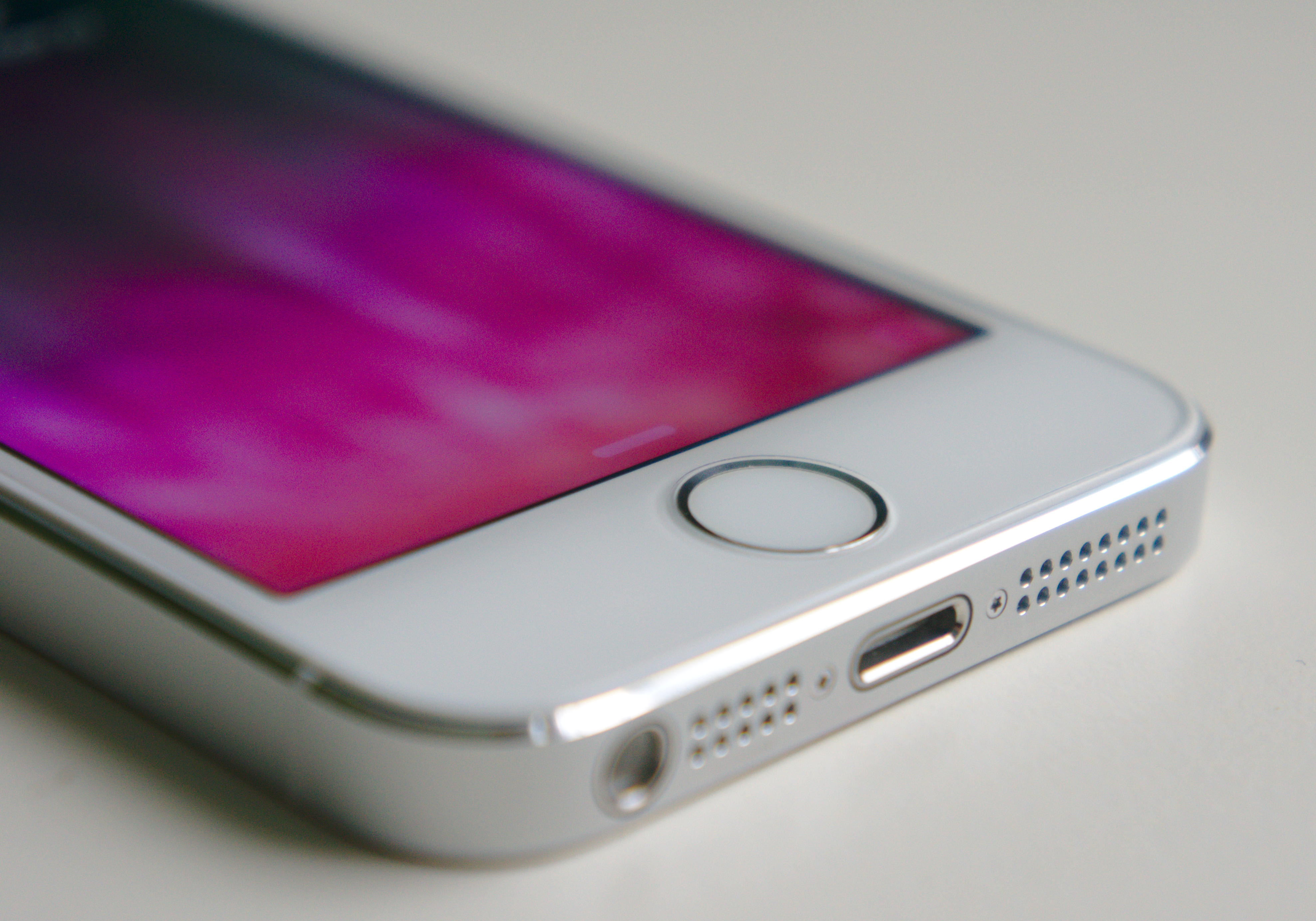
iPhone 5S (ảnh) là mô-đen đầu tiên có cảm biến Touch ID được tích hợp với nút home.

Vào năm 2012, Apple đã mua lại AuthenTec, một công ty tập trung vào phần mềm quản lý nhận dạng và đọc dấu vân tay, với giá 356 triệu USD. Việc mua lại này khiến các nhà bình luận mong đợi một tính năng đọc dấu vân tay. Sau những rò rỉ và tiên đoán vào đầu tháng 9, Ngày 10 tháng 9 năm 2013, iPhone 5S được cho là chiếc điện thoại đầu tiên của một nhà mạng lớn của Mỹ có công nghệ này. Phó chủ tịch tiếp thị của Apple, Phil Schiller, đã công bố tính năng này tại sự kiện truyền thông iPhone của Apple và dành vài phút (phần chính của hội nghị) để thảo luận về tính năng này.
Nhà phân tích Maynard Um của Wells Fargo dự đoán vào ngày 4 tháng 9 năm 2013, rằng một cảm biến vân tay trong iPhone 5S sẽ giúp phát triển thương mại di động và tăng cường áp dụng trong môi trường công ty. "Khi người tiêu dùng ngày càng phụ thuộc vào các thiết bị di động để giao dịch và lưu trữ dữ liệu cá nhân, một giải pháp xác thực phía thiết bị đáng tin cậy có thể trở thành một điều cần thiết", Um nói.
Với việc ra mắt iPhone 6 và 6 Plus tại một sự kiện quan trọng vào ngày 9 tháng 9 năm 2014, Touch ID đã được mở rộng từ việc được sử dụng để mở khóa thiết bị và xác thực mua hàng trên App Store để xác thực Apple Pay. IPhone 6S tích hợp cảm biến Touch ID thế hệ thứ hai nhanh gấp đôi so với cảm biến thế hệ thứ nhất trên các điện thoại 5S, 6 và SE. Kể từ tháng 10 năm 2018, iPhone 6S, 6S Plus, 7, 7 Plus, 8, 8 Plus, 2016 và 2017 MacBook Pro, iPad Pro 10.5 và 12.9 (thế hệ thứ hai) và MacBook Air 2018 là những thiết bị Apple sử dụng cảm biến thế hệ thứ hai. Touch ID mới mở khóa gần như ngay lập tức và gây ra bất tiện vì nó mở khóa quá nhanh, không đủ thời gian cho người dùng đọc thông báo trên màn hình khóa. Điều này được khắc phục với bản cập nhật iOS 10, trong đó người dùng phải nhấn nút home để màn hình chính xuất hiện, tuy nhiên điều này có thể được thay đổi trong cài đặt iOS, và người dùng chỉ cần đặt ngón tay lên cảm biến để mở khóa thiết bị của người dùng và đi trực tiếp vào màn hình chính, tương tự như các phiên bản iOS trước. Chỉ cần đặt ngón tay lên nút home để mở khóa iPhone, trừ khi tuỳ chọn trong cài đặt được bật và màn hình khóa không có thông báo.

## Những thiết bị có Touch ID

### iPhone
- iPhone 5s
- iPhone 6
- iPhone 6 Plus
- iPhone 6s
- iPhone SE (Thế hệ đầu tiên)
- iPhone 6s Plus
- iPhone 7
- iPhone 7 Plus
- iPhone 8
- iPhone 8 Plus
- iPhone SE (Thế hệ thứ hai)
- iPhone SE (Thế hệ thứ ba), (thiết bị iPhone cuối cùng có Touch ID).

### iPad

#### iPad Pro
- iPad Pro (10.5-inch)
- iPad Pro (9.7-inch)
- iPad Pro (12.9-inch) (Thế hệ đầu tiên)
- iPad Pro (12.9-inch) (Thế hệ thứ hai)

#### iPad Air
- iPad Air (Thế hệ thứ hai)
- iPad Air (Thế hệ thứ ba)
- iPad Air (Thế hệ thứ tư)
- iPad Air (Thế hệ thứ năm)

#### iPad mini
- iPad mini (Thế hệ thứ ba)
- iPad mini (Thế hệ thứ tư)
- iPad mini (Thế hệ thứ năm)
- iPad mini (Thế hệ thứ sáu)

#### iPad
- iPad (Thế hệ thứ năm) (2017) (9.7-inch)
- iPad (Thế hệ thứ sáu) (2018) (9.7-inch)
- iPad (Thế hệ thứ bảy) (2019) (10.2-inch)
- iPad (Thế hệ thứ tám) (2020) (10.2-inch)
- iPad (Thế hệ thứ chín) (2021) (10.2-inch)
- iPad (Thế hệ thứ mười) (2022) (10.9-inch)

### MacBook

#### MacBook Pro
- MacBook Pro (13-inch, 2016, bốn cổng Thunderbolt)
- MacBook Pro (15-inch, 2016)
- MacBook Pro (13-inch, 2017, bốn cổng Thunderbolt)
- MacBook Pro (15-inch, 2017)
- MacBook Pro (13-inch, 2018, bốn cổng Thunderbolt)
- MacBook Pro (15-inch, 2018)
- MacBook Pro (13-inch, 2019, bốn cổng Thunderbolt)
- MacBook Pro (15-inch, 2019)
- MacBook Pro (13-inch, 2019, hai cổng Thunderbolt)
- MacBook Pro (16-inch, 2019)
- MacBook Pro (13-inch, 2020, bốn cổng Thunderbolt)
- MacBook Pro (13-inch, 2020, hai cổng Thunderbolt)
- MacBook Pro (13-inch, chip Apple M1, 2020)
- MacBook Pro (16-inch, 2021)
- MacBook Pro (14-inch, 2021)

#### MacBook Air
- MacBook Air (Màn hình Retina, 13-inch, 2018)
- MacBook Air (Màn hình Retina, 13-inch, 2019)
- MacBook Air (Màn hình Retina, 13-inch, 2020)
- MacBook Air (Chip Apple M1, 2020)

### iMac
- iMac (24-inch, Chip Apple M1, 2021, hai cổng Thunderbolt/USB 4)
- iMac (24-inch, Chip Apple M1, 2021, hai cổng Thunderbolt/USB 4, hai cổng USB 3)

### Mac Studio
- Mac Studio (2022, chip Apple M1 Ultra)
- Mac Studio (2022, chip Apple M1 Max)

### Mac Mini
- Mac mini (Chip Apple M1, 2020)

### Magic Keyboard
- Magic Keyboard có phím Touch ID
- Magic Keyboard có phím Touch ID và bàn phím số